# Mendelevij
Mendelevij je kemijski element atomskog (rednog) broja 101 i atomske mase 260,10. U periodnom sustavu elemenata predstavlja ga simbol Md.
Mendelevij je umjetno dobiven transuranijski element iz skupine aktinida (aktinoida). Proizvela ga je skupina znanstvenika kalifornijskog sveučilišta u Berkeleyu 1995. godine bombardiranjem izotopa Es-253 na zlatnoj foliji α-česticama. Dobiveni element imao je vrijeme poluraspada 1,3 h. U procesu bombardiranja je osim izotopa Md-256 nastao i izotop Md-255 s vremenom poluraspada oko 30 min. U procesima umjetnog dobivanja mendelevija nastaje vrlo mali broj atoma navedenih izotopa koji se registriraju tehnikama detekcije subatomskih čestica. Ovaj element je nazvan u čast Dmitrija Ivanoviča Mendeljejeva autora periodnog sustava.